# Wukongopteridae
I Wukongopteridae sono un gruppo di pterosauri basali, vissuti nel Giurassico medio-superiore, circa 164-153 milioni di anni fa (Calloviano-Kimmeridgiano), in quelli che oggi sono Cina e nel Regno Unito. Questa famiglia contiene, attualmente, cinque generi, perlopiù datati al Giurassico medio.
I Wukongopteridi furono nominati per la prima volta da Wang et al. nel 2009, non fornendone però una definizione esatta. Il clade Wukongopteridae fu inizialmente definito da Wang et al. nel 2010, come "il clade contenente il più recente antenato comune di Wukongopterus lii e Kunpengopterus sinensis e tutti i suoi discendenti".

## Descrizione

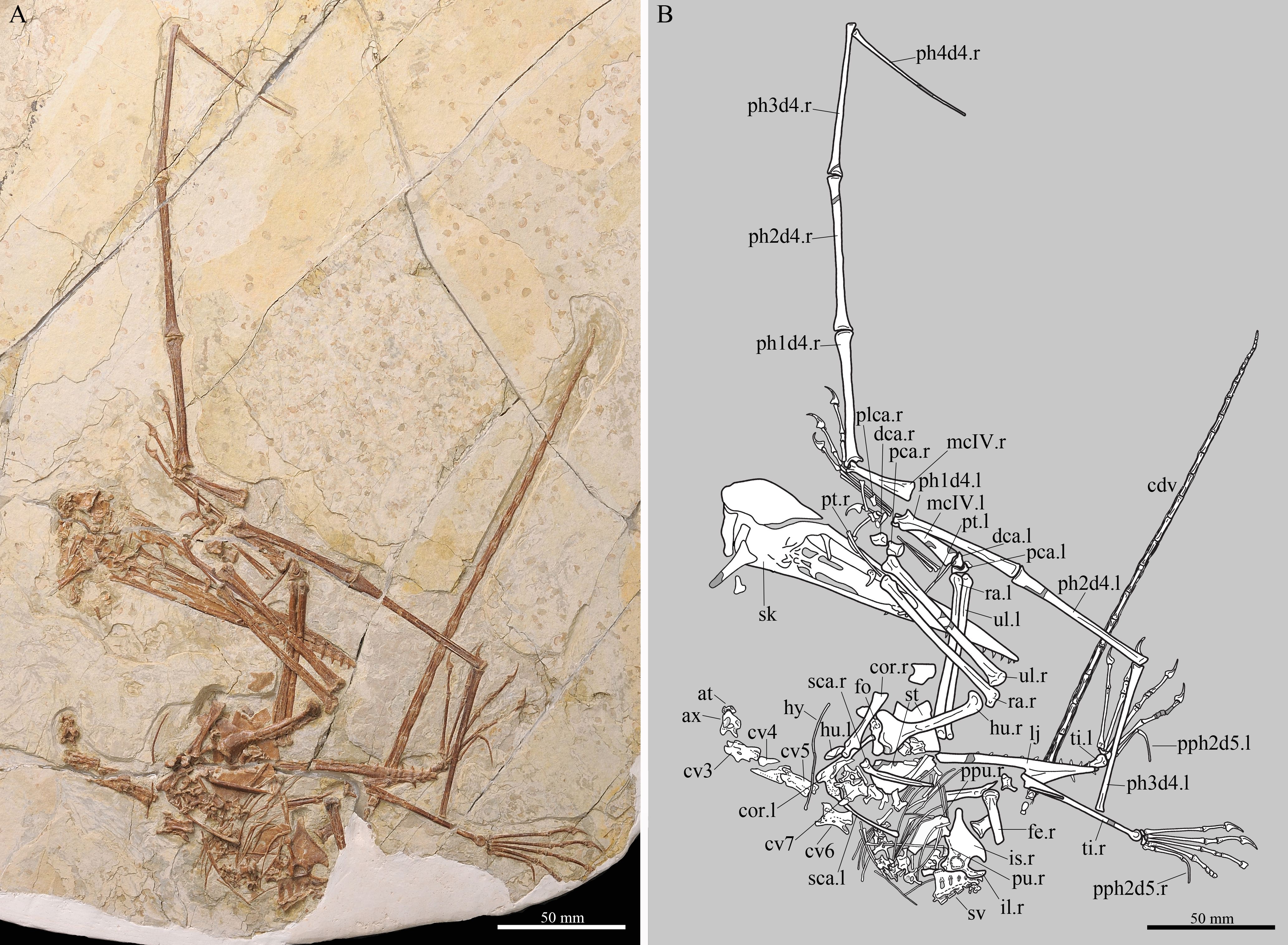
scheletro completo di Kunpengopterus, con nomenclatura delle sue ossa

I Wukongopteridi sono caratterizzati da una combinazione unica di caratteristiche ancestrali ed evolute. Possedevano ancora code lunghe e altre caratteristiche degli altri "rhamphorhynchoidi". Avevano anche caratteristiche distinte degli pterodactyloidi, come lunghe vertebre cervicali e una singola fenestra nel cranio, che si apriva davanti agli occhi, la fenestra nasoanorbitale (nella maggior parte dei "rhamphorhynchoidi", la fenestra antorbitale e l'apertura nasale sono separati). [3] Questa caratteristica portò Darwinopterus modularis a essere posizionato da Lü ea in un nuovo clade di pterosauri, i Monofenestrata, o "con un'unica apertura", formando questo gruppo insieme ai veri Pterodactyloidi, con l'esclusione dei Rhamphorhynchidae e di altri pterosauri più primitivi che presentavano fenestrie nasali e antorbitali separate. Tuttavia, secondo Wang et al. è ugualmente possibile che i Wukongopteridae formassero un gruppo più basale, al di sotto dei Rhamphorhynchidae.
Di seguito è riportato un cladogramma che mostra i risultati di un'analisi filogenetica presentata da Andres, Clark & Xu (2014). Questo studio ha trovato i due gruppi tradizionali di ctenochasmatoidi e parentela come gruppo ramificato precoce, con tutti gli altri pterodactyloidi raggruppati in Eupterodactyloidea.
|  | Pterorhynchus   |
|  |                 |
|  | Wukongopteridae |
|  |                 |

|               | Changchengopterus                                                   |
|               |                                                                     |
| Caelidracones | \| \| Anurognathidae \| \| \| \| \| \| Pterodactyloidea \| \| \| \| |
|               | \| \| Anurognathidae \| \| \| \| \| \| Pterodactyloidea \| \| \| \| |
|               | Anurognathidae                                                      |
|               |                                                                     |
|               | Pterodactyloidea                                                    |
|               |                                                                     |

|  | Anurognathidae   |
|  |                  |
|  | Pterodactyloidea |
|  |                  |

|  | Pterorhynchus   |
|  |                 |
|  | Wukongopteridae |
|  |                 |

|               | Changchengopterus                                                   |
|               |                                                                     |
| Caelidracones | \| \| Anurognathidae \| \| \| \| \| \| Pterodactyloidea \| \| \| \| |
|               | \| \| Anurognathidae \| \| \| \| \| \| Pterodactyloidea \| \| \| \| |
|               | Anurognathidae                                                      |
|               |                                                                     |
|               | Pterodactyloidea                                                    |
|               |                                                                     |

|  | Anurognathidae   |
|  |                  |
|  | Pterodactyloidea |
|  |                  |

|  | Pterorhynchus   |
|  |                 |
|  | Wukongopteridae |
|  |                 |

|               | Changchengopterus                                                   |
|               |                                                                     |
| Caelidracones | \| \| Anurognathidae \| \| \| \| \| \| Pterodactyloidea \| \| \| \| |
|               | \| \| Anurognathidae \| \| \| \| \| \| Pterodactyloidea \| \| \| \| |
|               | Anurognathidae                                                      |
|               |                                                                     |
|               | Pterodactyloidea                                                    |
|               |                                                                     |

|  | Anurognathidae   |
|  |                  |
|  | Pterodactyloidea |
|  |                  |

|  | Pterorhynchus   |
|  |                 |
|  | Wukongopteridae |
|  |                 |

|               | Changchengopterus                                                   |
|               |                                                                     |
| Caelidracones | \| \| Anurognathidae \| \| \| \| \| \| Pterodactyloidea \| \| \| \| |
|               | \| \| Anurognathidae \| \| \| \| \| \| Pterodactyloidea \| \| \| \| |
|               | Anurognathidae                                                      |
|               |                                                                     |
|               | Pterodactyloidea                                                    |
|               |                                                                     |

|  | Anurognathidae   |
|  |                  |
|  | Pterodactyloidea |
|  |                  |